# Asociación de Fútbol de Nepal
La Asociación de Fútbol de Nepal (अखिल नेपाल फुटबल संघ en nepalés) es el organismo rector del fútbol en Nepal. Fue fundada en 1951, desde 1970 es miembro de la FIFA y desde 1971 de la AFC. Organiza el campeonato de Liga, así como los partidos de la selección nacional en sus distintas categorías.